# Sunduki
Koordinaten: 54° 41′ N, 89° 42′ O

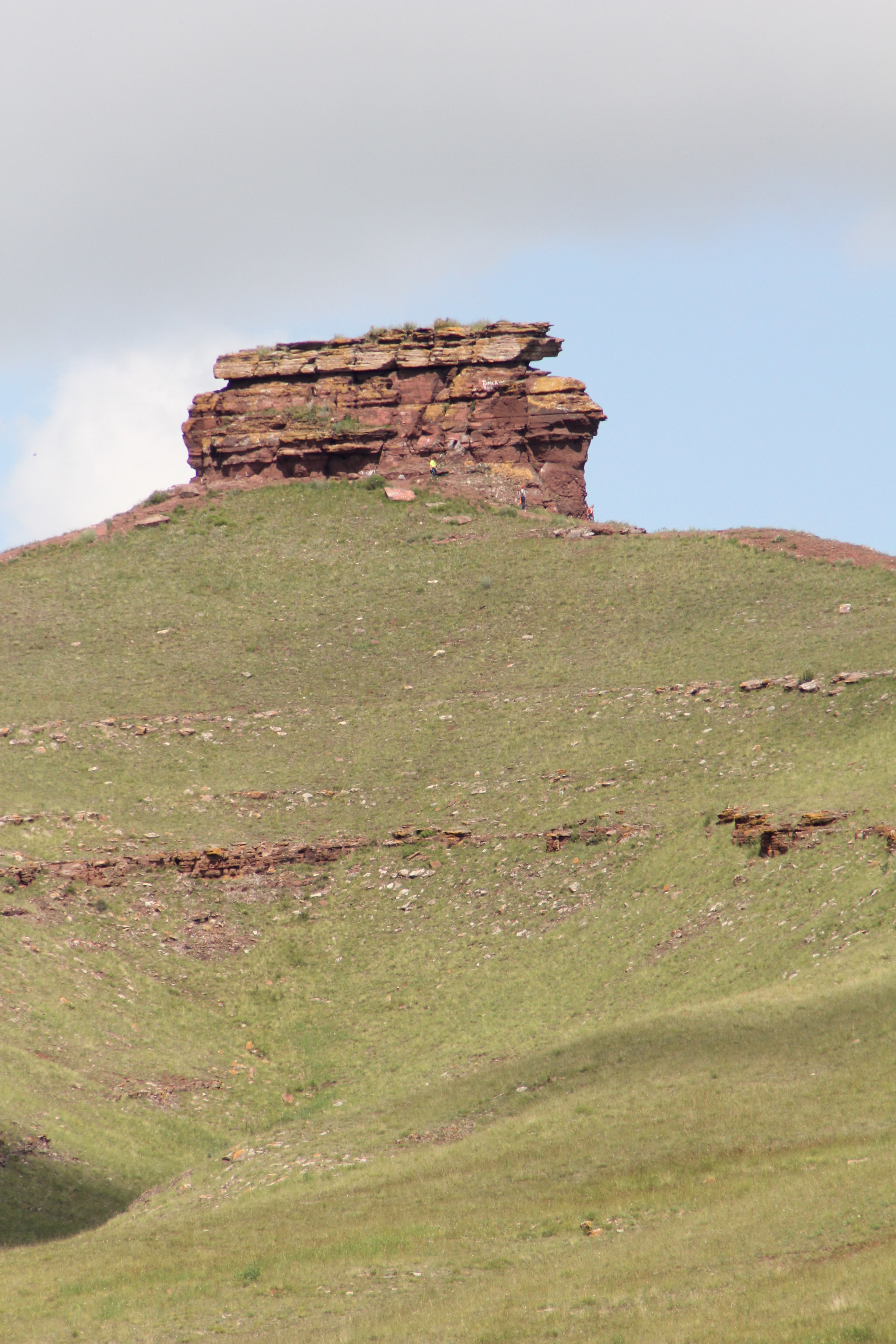
Bergspitze in Truhenform

Als Sunduki (russisch Сундуки́, deutsch: „Truhen“) werden acht truhenförmige Sandsteinformationen in der russischen Republik Chakassien bezeichnet. Sie liegen in der Nähe des Weißen Ijus gut 150 km Luftlinie nordwestlich der Republikhauptstadt Abakan sowie etwa 25 km nordwestlich des Rajonverwaltungszentrums Schira. Es sind dort eiszeitliche Petroglyphen zu finden. Die Formation ist als Naturdenkmal in der World Database on Protected Areas gelistet.
Der Berg, auf dem sich die nördlichste und mit gut 500 m höchstgelegene der Felsformationen befindet, trägt ebenfalls den Namen Sunduk („Truhe“, im Singular).

## Geschichte
Laut einem Artikel in der Siberian Times werden die Sunduki das „sibirische Stonehenge“ genannt. Nach den Angaben von Professor Witali Laritschew vom Institut für Archäologie und Ethnographie an der sibirischen Abteilung der Russischen Akademie der Wissenschaften wurde hier das älteste bekannte Observatorium der Menschheitsgeschichte vor über 16.000 Jahren errichtet. Die damaligen Bewohner hätten damit den Sonnenstand, die Mondphase und die Zeitpunkte der Tag-und-Nacht-Gleiche bestimmen können. Für die Beobachtungen sei der geeignete Standpunkt mit einem Steinkreis markiert worden, der heute noch zu sehen ist.
Für den Durchblick sei ein großer Teil eines Felsens entfernt worden, weiters kleinere Löcher so in den Felsen gebohrt, dass an den bewussten Tagen genau dadurch die Sonne scheinen konnte. Eine gerade lange in den Felsen gehauene Rinne hätte ebenfalls der Beobachtung der Gestirne gedient.

## Galerie

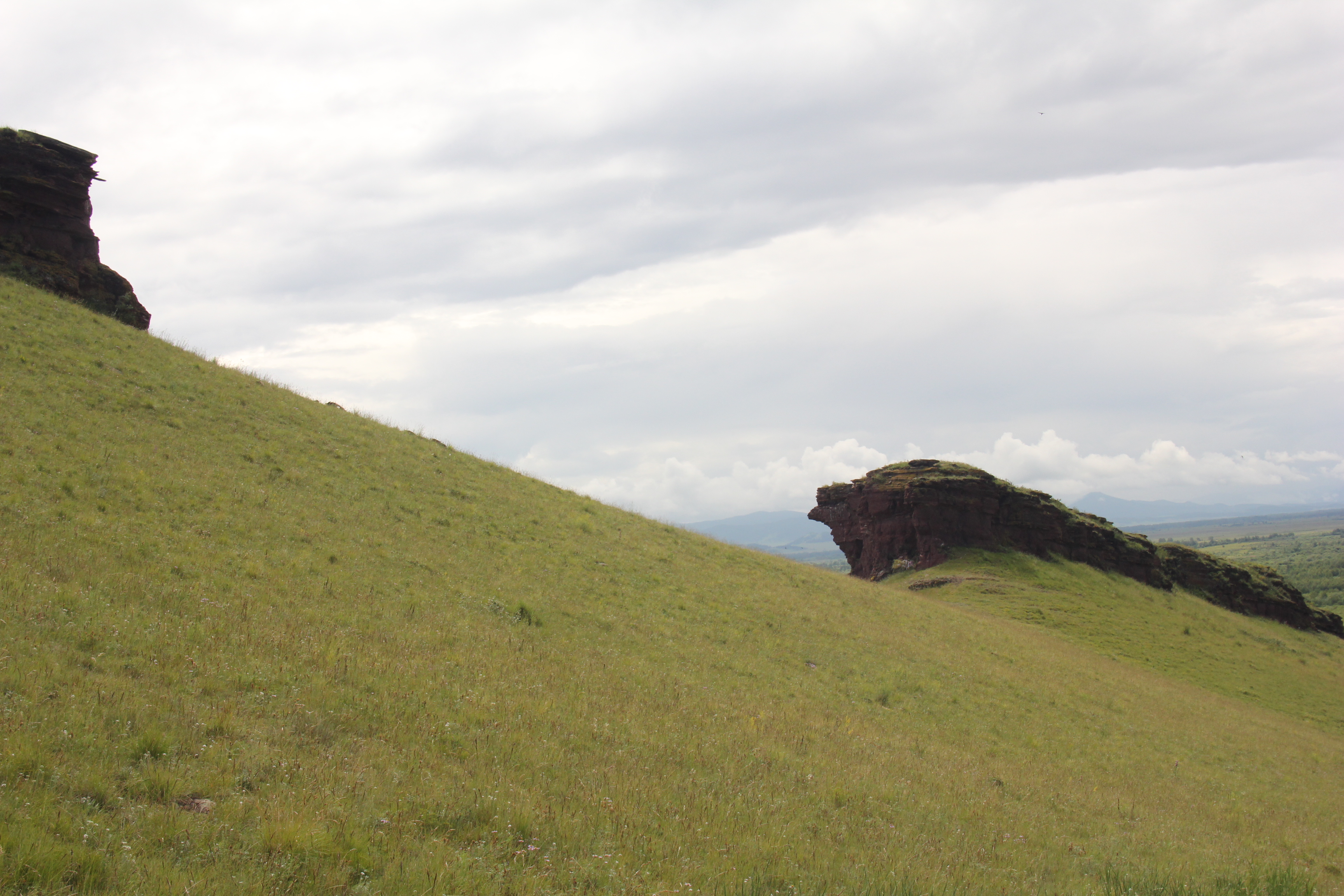
Von Menschen geschaffener Durchblick
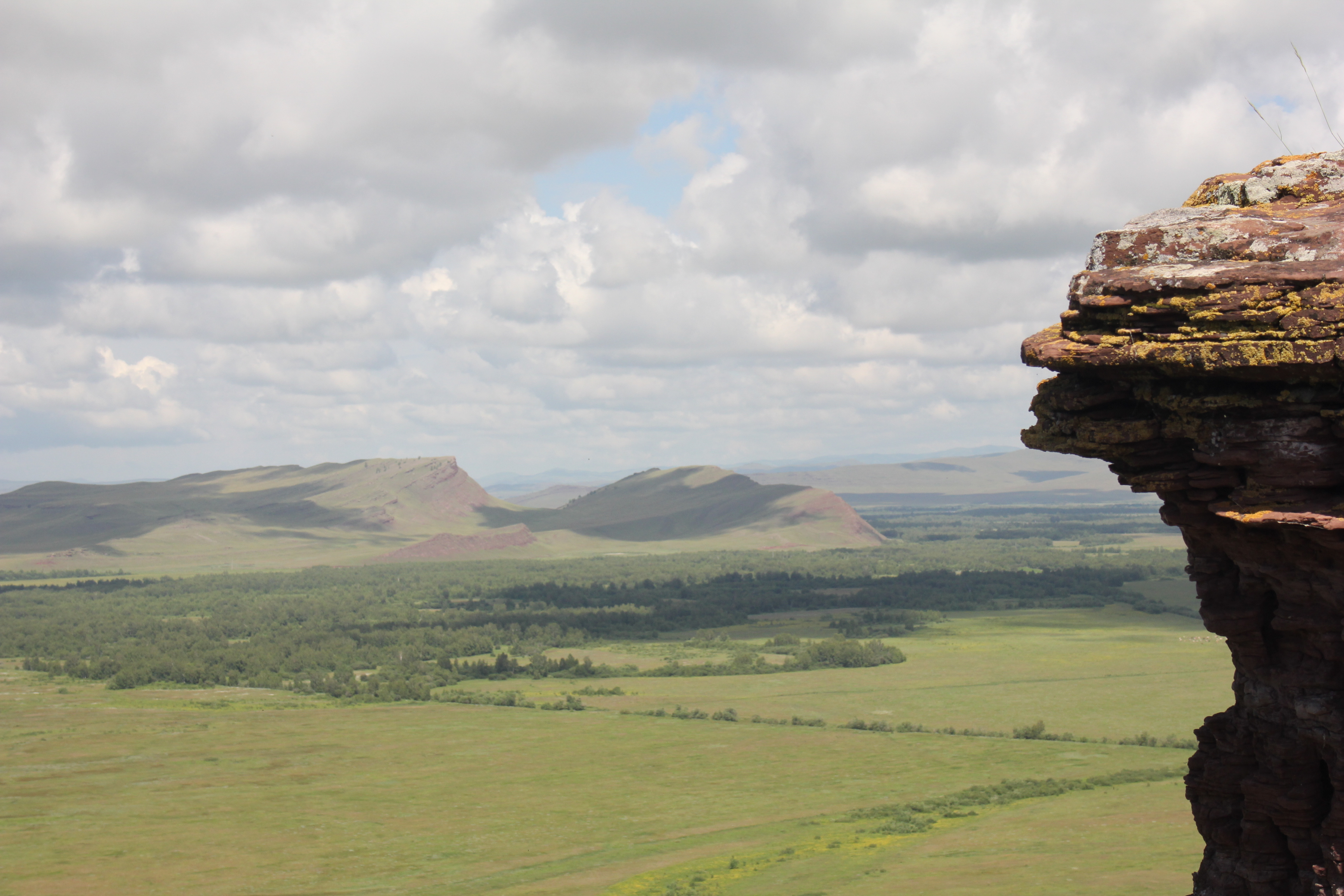
Blick auf die umliegende Steppe
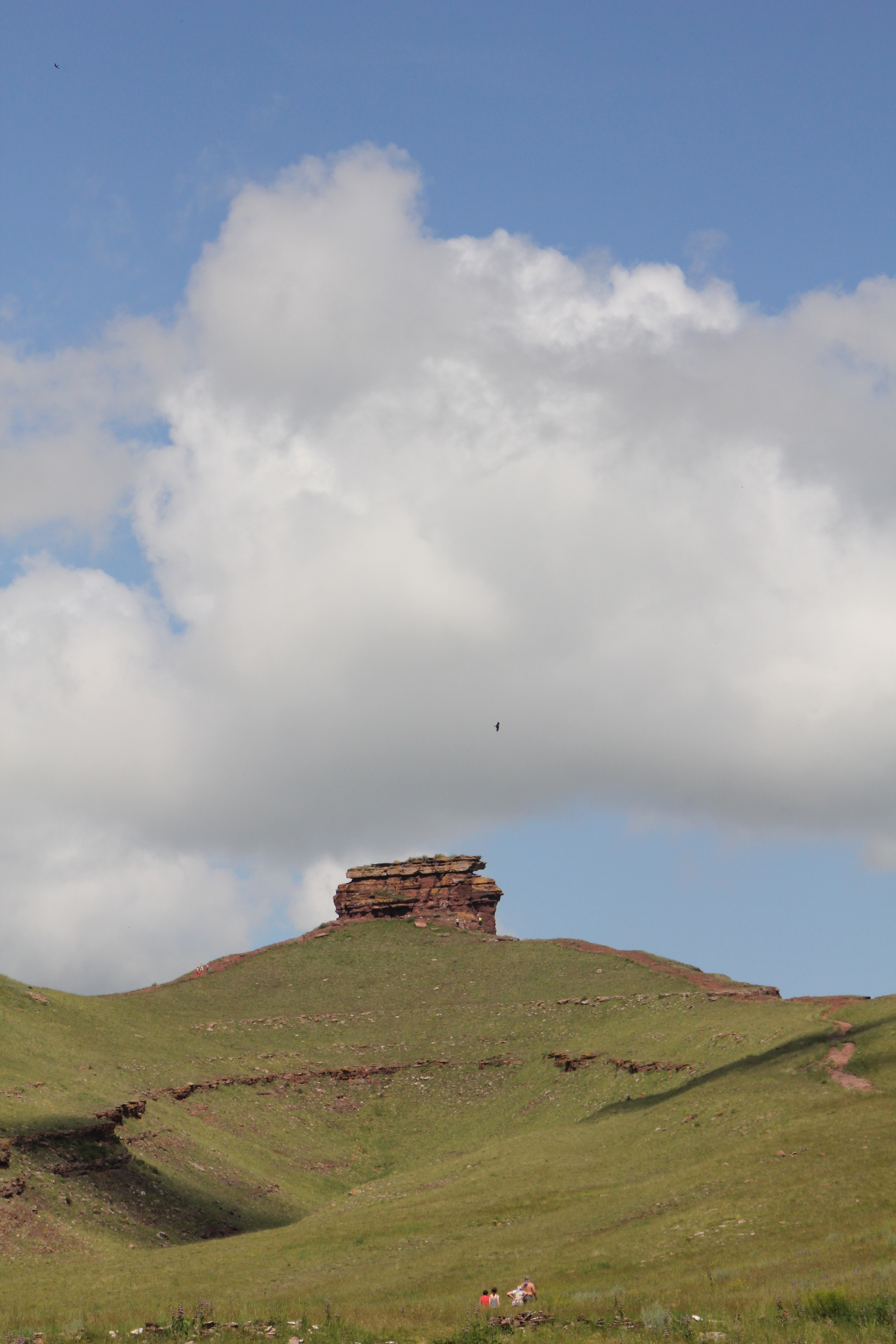
Sunduki
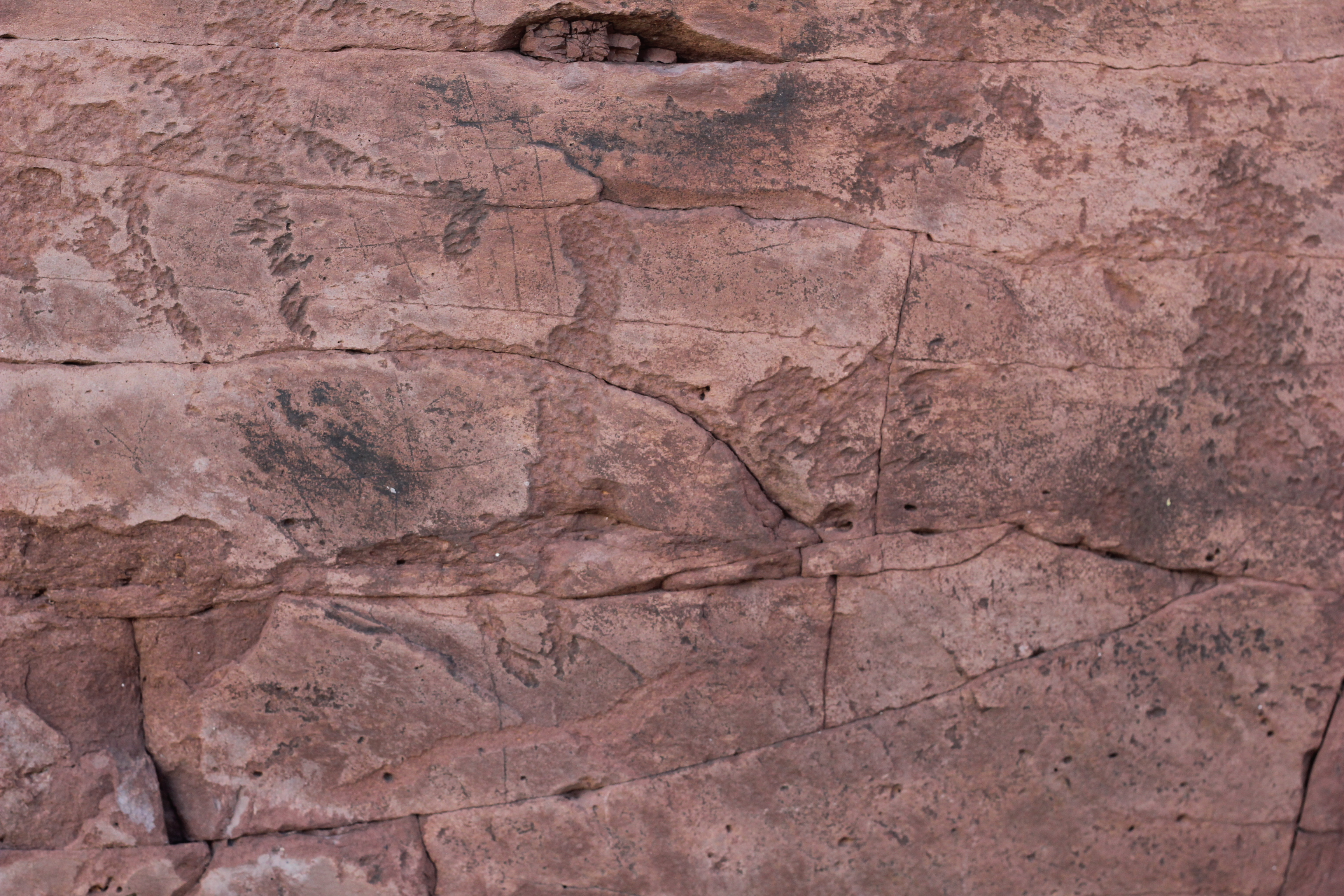
Petroglyphen